# Anfiteatro de Tarraco
El anfiteatro de Tarraco es un edificio romano construido muy cerca del mar, tras la muralla de la ciudad de Tarraco, capital de la provincia romana Hispania Citerior Tarraconensis. Es una de las localizaciones del lugar Patrimonio de la Humanidad llamado «Conjunto arqueológico en Tarraco», en concreto con el código 875-007 (actual Tarragona), en España.

## Historia
Fue construido a finales del siglo II d. C., en un espacio que había sido un área funeraria.
Durante el imperio de Heliogábalo, a  del siglo III d. C., en el anfiteatro se llevaron a cabo diversas reformas. En conmemoración de este hecho, el pódium se coronó con una gran inscripción monumental, de la que se conservan numerosos fragmentos.
El 21 de enero del año 259, en el marco de las persecuciones contra los cristianos en época del emperador Valeriano, fueron quemados vivos en la arena del anfiteatro el obispo de la ciudad, Fructuoso y sus diáconos, Augurio y Eulogio.
Durante el siglo V, y como consecuencia de la política religiosa de los primeros emperadores cristianos, el anfiteatro fue perdiendo sus funciones originarias. Un siglo después se aprovecharon las piedras de éste, sobre todo los sillares de la gradería, para construir una basílica cristiana de tres naves que conmemoró el lugar del martirio de los tres santos de la iglesia tarraconense. Alrededor del templo se construyó un cementerio con tumbas excavadas en la arena y mausoleos funerarios adosados a la iglesia.
La invasión islámica abrió un período de abandono del conjunto hasta que, en el siglo XII, se erigió sobre los cimientos de la basílica visigótica un nuevo templo bajo la advocación de Santa María del Milagro. De estilo románico y planta de cruz latina, una sola nave y un ábside cuadrangular. La iglesia se mantuvo en pie hasta 1915.

## Funcionamiento y uso del anfiteatro
En él se disputaban todo tipo de espectáculos, como la munera (lucha de gladiadores) o las venationes (luchas con animales). También cacerías, exhibiciones atléticas y suplicios de muerte (así como matanzas de cristianos). 
Se construyó cerca del mar en la parte baja de la ciudad por su fácil acceso tanto para el público asistente a los espectáculos como para el desembarco en la playa de los animales usados para ellos. Está colocado en una pronunciada pendiente, aprovechando la roca para recortar parte de las gradas. En las demás partes donde no se podía aprovechar la topografía, las gradas se levantaron sobre bóvedas. Se combinó el uso de hormigón (opus caementicium) y el de grandes sillares de piedra (opus quadratum).
Se sabe que en determinadas ocasiones se desplegaba una enorme carpa (velum) que protegía a los espectadores del sol.
Debajo de la arena donde se celebraba el espectáculo, en los sótanos inferiores, se hallaban unos montacargas que, mediante un sistema de poleas y contrapesos accionados por tornos, levantaban las jaulas con las fieras, los gladiadores o diversos elementos escenográficos de los juegos. En las fosas o sótanos también había zonas de descanso y de culto.
En la zona norte de la fosa transversal se encontró una pintura al fresco (hoy conservada en el Museo Nacional Arqueológico de Tarragona) dedicada a la diosa Némesis, que decoraba una pequeña capilla destinada a la invocación de esta diosa protectora de los gladiadores.

## Características técnicas
Aforo: 14.000 personas

Forma arquitectónica: elipse

Medidas: 130x102 metros en forma elíptica
Estancias: Podium era el escenario que estaba situado en un lado del anfiteatro y las fossae estancias subterráneas para fieras y gladiadores que contaban con un montacargas para elevarlos hacia la arena del anfiteatro. La cávea era la grada con tres maeniana (sectores) destinados al público separado por muros y pasillos para separar a los espectadores por clases sociales.

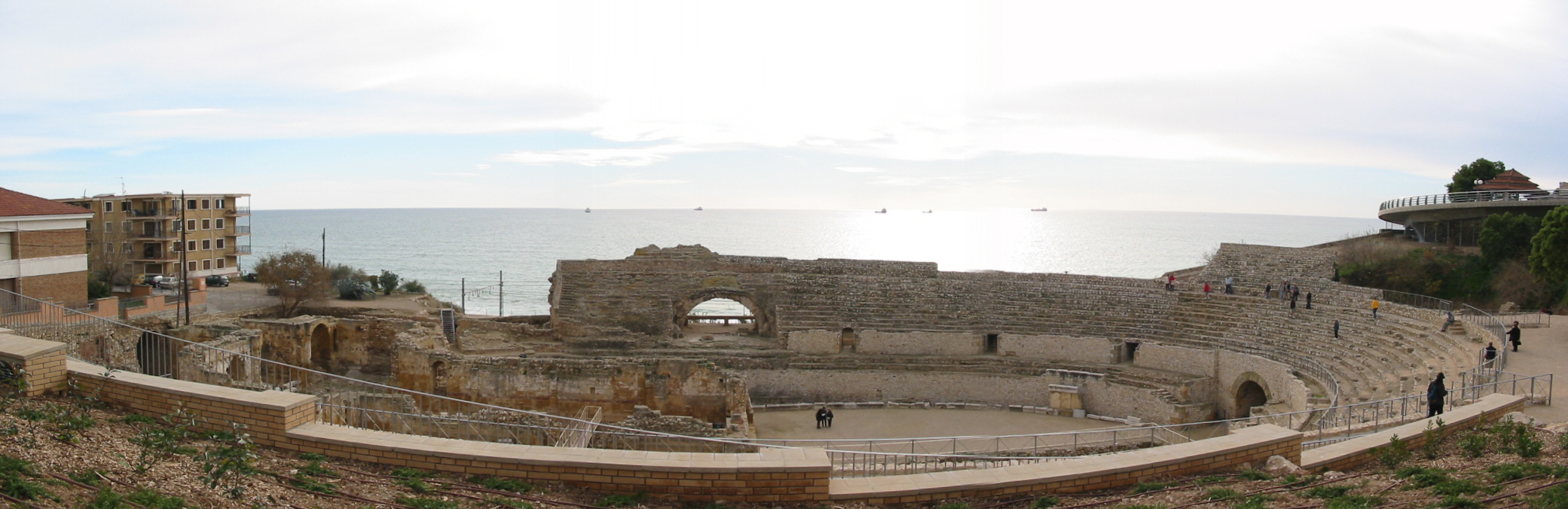
Anfiteatro de Tarragona.